# Cuscuta aristeguietae
Cuscuta aristeguietae är en vindeväxtart som beskrevs av Truman George Yuncker. Cuscuta aristeguietae ingår i släktet snärjor, och familjen vindeväxter. Inga underarter finns listade i Catalogue of Life.